# Pritchardia flynnii
Pritchardia flynnii är en enhjärtbladig växtart som beskrevs av David H. Lorence och Gemmill. Pritchardia flynnii ingår i släktet Pritchardia och familjen Arecaceae. Inga underarter finns listade i Catalogue of Life.